# Stefan Ivanović
Stefan Ivanović (in montenegrino Стефан Ивановић; Podgorica, 20 agosto 1986) è un ex cestista e allenatore di pallacanestro montenegrino, figlio dell'allenatore Duško.

## Palmarès

### Giocatore
- Coppa di Svizzera: 1

Lugano: 2015
- NLB: 1

Nyon: 2018-19